# Забуті речі
«Забуті речі» (латис. «Aizmirstās lietas») — радянський художній фільм режисера  Вії Бейнерте, знятий на  Ризькій кіностудії у 1982 році.

## Сюжет
У задній кімнаті звичайного бюро знахідок, з дозволу суворого приймальника, був влаштований невеликий театральний музей або, вірніше, клуб за інтересами. Користуючись гостинністю старого дивака до нього на вогник заходять друзі-артисти і за чашкою чаю згадують зоряні хвилини свого акторського життя.
Майбутня ревізія може зруйнувати цей острівець спокою. На щастя, серед відвідувачів, артисти впізнають колишнього конферансьє Юрія Крума, який забрів у контору в пошуках зниклого портфеля. З великим задоволенням він пропонує всій компанії переїзд на власну дачу, де вже багато років живе на самоті.

## У ролях
- Леонід Оболенський —  Яніс
- Ліліта Берзиня —  Ліліта
- Карліс Себріс —  Карліс
- Юрій Катін-Ярцев —  Юрій Крум
- Едгар Лієпіньш —  Едгар
- Евалдс Валтерс —  Валтерс
- Микола Волков —  письменник
- Ніна Незнамова —  самотня жінка
- Ріхард Белте —  відвідувач з кліткою
- Петеріс Лієпіньш —  реквізитор
- Мірдза Мартінсон —  дружина
- Мартіньш Вердіньш —  чоловік
- Велта Страуме —  Лія
- Яніс Паукштелло —  Сергій
- Улдіс Думпіс —  закоханий
- Рудольф Плепіс —  чоловік, що знайшов валізу
- Ліґа Ліепіня —  його дружина
- Надія Фроленко —  розлучниця
- Діна Купле —  мати Сергія
- Леонс Кріванс —  таксист
- Гундарс Аболіньш —  сусід

## Знімальна група
- Автор сценарію: Алла Ахундова
- Режисер-постановник: Вія Бейнерте
- Оператор-постановник: Давіс Сіманіс
- Композитор: Імантс Калниньш
- Художник-постановник: Василь Масс